# Amnicola
Amnicola là một chi ốc rất nhỏ nước ngọt có nắp. Amnicola species are aquatic prosobranch động vật chân bụng động vật thân mềm trong họ Amnicolidae theo hệ thống phân loại lớp Chân bụng (Bouchet & Rocroi, 2005).
Amnicola là chi điển hình trong họ Amnicolidae.

## Các loài
Các loài thuộc chi Amnicola bao gồm:
- Amnicola aldrichi (Call & Beecher, 1886) - Hoosier amnicola
  - Amnicola aldrichi antroecetes Hubricht, 1940
- Amnicola bakerianus Pilsbry, 1917
- Amnicola browni Carpenter, 1872 - slender duskysnail
- Amnicola clarki Pilsbry, 1917
- Amnicola cora Hubricht, 1979 - Foushee cavesnail
- Amnicola dalli Call, 1884 - peninsula amnicola
- Amnicola decisus Haldeman, 1845
- Amnicola emarginata Kuster, 1852
- Amnicola granum (Say, 1822) - squat duskysnail
- Amnicola greggi Pilsbry, 1935 - Rocky Mountain duskysnail
- Amnicola integra Say, 1821
- Amnicola limosus (Say, 1817) - mud amnicola
- Amnicola missouriensis Pilsbry, 1898 - Missouri amnicola
- Amnicola pallida Haldeman, 1842
- Amnicola pilsbry Walker, 1906 - lake duskysnail
- Amnicola proserpina Hubricht, 1940 - Proserpine cavesnail
- Amnicola pupoideus (Gould, 1841) - pupa duskysnail
- Amnicola retromargo F. G. Thompson, 1968 - indented duskysnail
- Amnicola rhombostoma F. G. Thompson, 1968 - squaremouth amnicola
- Amnicola stygius Hubricht, 1971 - stygian amnicola
- Amnicola walkeri Pilsbry, 1898 - Canadian duskysnail
- Amnicola winkleyi Pilsbry, 1912

## Hình ảnh

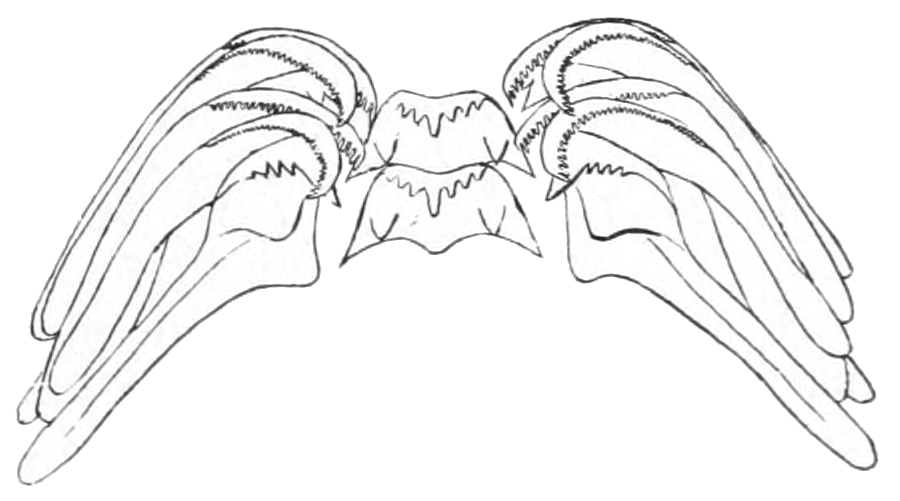
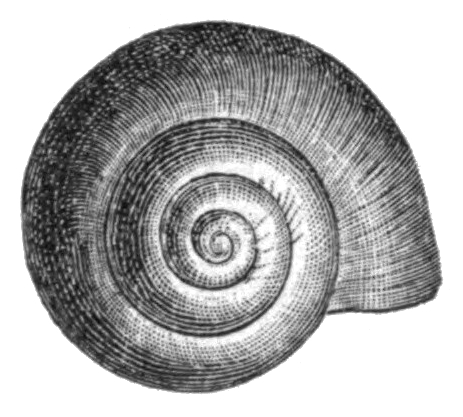
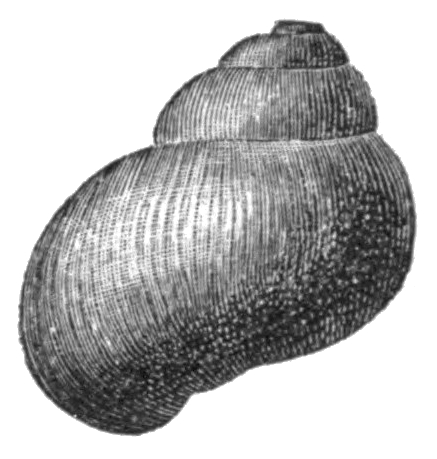